# Капитини, Альдо
Альдо Капитини (итал. Aldo Capitini; 23 декабря 1899 года, Перуджа, Италия — 19 октября 1968 года, Перуджа, Италия) — итальянский философ, борец против фашизма и войны. Был один из первых в Италии, кто развил и теоретизировал наследие учения ненасилия Махатмы Ганди, за что был прозван итальянским Ганди. Развивал идеи гуманизма как в области политики, так и в области религии, в результате чего был в оппозиции официальному Ватикану.

## Биография
Родился в бедной семье. Мать была швеей, а отец — служащим. По состоянию здоровья не участвовал в Первой мировой войне. Учился на бухгалтера, однако параллельно самостоятельно изучал литературу и философию. Увлёкся идеями ненасилия Махатмы Ганди. В 1924 году выиграл стипендию на обучение университетской программы гуманитарных наук в Высшей нормальной школе.
В 1929 году выступил с критикой Латеранских соглашений между фашистами и католической церковью. В 1930 году он начал работать в Высшей нормальной школе, распространяя в ней идеи ненасилия и оппозиции к фашистскому режиму. После скандала со своим другом, отказавшимся вернуться в Италию из-за нежелания служить в армии по идеологическим убеждениям, директор Школы потребовал от Альдо вступить в фашистскую партию, но тот отказался и был уволен. Капитини возвращается обратно в Перуджу и даёт частные уроки.
В 1933 и 1934 годах Капитини активно ездит по стране к своим друзьям и единомышленникам, создавая тем самым сеть контактов. В 1937 году при помощи Бенедетто Кроче издаёт книгу «Elementi di un’esperienza religiosa», ставшую одним из основных идейных источников для молодёжного антифашистского движения. В 1937 году начинает активно участвовать в антифашистском и левом движениях, распространяя идеи личной свободы и социального равенства. В этом году проходит волна репрессий против оппозиции, убийство братьев Росселли, смерть Антонио Грамши.
В феврале 1942 года в результате налёта полиции на подпольное совещание либералов Капитини был арестован и заключен в тюрьму, но был отпущен через четыре месяца благодаря репутации религиозного мыслителя. Весной 1943 года арест повторился. В августе 1943 года создаётся либеральная Партия действия. Альдо Капитини отказывается присоединиться к какой-либо политической структуре, в результате чего его исключают из обоих комитетов национального освобождения.

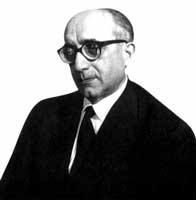
Альдо Капитини

В 1944 году Капитини ставит эксперимент в области прямой демократии и децентрализации власти, создав «Социально ориентированный центр» в Перудже. На заседаниях этой структуры насущные проблемы обсуждались вместе с приглашенными местными чиновниками. Эта практика распространяется в другие города, однако сталкивается с равнодушием левых и враждебностью христианских демократов, которым не нравится усиление местного самоуправления и децентрализация власти.
После Второй мировой войны Капитини становится ректором Университета для иностранцев в Перудже, однако под давлением Католической церкви вынужден покинуть свой пост. Он переезжает в Пизу, где читает в университете лекции по моральной философии. Параллельно он участвует в движении реформирования религиозных взглядов. Он создаёт «Религиозно ориентированный центр» для изучения религиозных практик помимо католицизма и религиозной философии. Католическая церковь запрещает своим прихожанам его посещать. Изданная в 1955 году книга «Religione Aperta» сразу попадает в Индекс запрещённых книг.
В 1952 году Капитини выступает одним из организаторов Итальянского вегетарианского общества. Споры между Капитини и католической церковью продолжаются даже после Второго Ватиканского Собора. В 1956 году получает место профессора педагогики в Университете Кальяри. В 1959 году он участвует в организации Ассоциации развития государственных школ Италии.
24 сентября 1964 года организует ненасильственное шествие Марша за мир и братство народов, на котором впервые появляются пацифистские радужные флаги. Определяя себя как «независимый левый», активно сотрудничает с Норберто Боббио в пацифистском и гуманистическом движении.
19 октября 1968 Альдо Капитини умер в окружении друзей и студентов, после проведения операции. Пьетро Ненни напишет в своём дневнике: «Умер профессор Альдо Капитини, выдающийся учёный, сторонник ненасилия, дела свободы и справедливости…».

## Работы
- 1937 Elementi di un’esperienza religiosa, Laterza, Bari.
- 1942 Vita religiosa, Cappelli, Bologna.
- 1943 Atti della presenza aperta, Sansoni, Firenze.
- 1947 Saggio sul soggetto della storia, La Nuova Italia, Firenze.
- 1948 Esistenza e presenza del soggetto in Atti del Congresso internazionale di Filosofia (II Vol.), Castellani, Milano.
- 1948 La realtà di tutti, Arti Grafiche Tornar, Pisa.
- 1950 Nuova socialità e riforma religiosa, Einaudi, Torino.
- 1951 L’atto di educare, La Nuova Italia, Firenze.
- 1955 Religione aperta, Guanda, Modena.
- 1956 Colloquio corale, Pacini Mariotti, Pisa.
- 1958 Aggiunta religiosa all’opposizione, Parenti, Firenze.
- 1961 Battezzati non credenti, Parenti, Firenze.
- 1967 Le tecniche della nonviolenza, Feltrinelli, Milano (rist. Linea D’Ombra, Milano 1989).
- 1967—1968 Educazione aperta (2 Voll.), La Nuova Italia, Firenze.
- 1969 Il potere di tutti, introduzione di N. Bobbio, prefazione di P. Pinna, La Nuova Italia, Firenze.
- 1992 Scritti sulla nonviolenza, a cura di L. Schippa, Protagon, Perugia
- 1994 Scritti filosofici e religiosi, a cura di M. Martini, Protagon, Perugia
- 1999 Il potere di tutti, 2 ed. riveduta e corretta, Guerra Edizioni, Perugia
- 2004 Le ragioni della nonviolenza. Antologia degli scritti, a cura di M. Martini, Ets, Pisa
- 2007 Lettere 1931—1968, «Epistolario di Aldo Capitini, 1» — con Walter Binni, a cura di L. Binni e L. Giuliani, Carocci, Roma
- 2008 Lettere 1952—1968, «Epistolario di Aldo Capitini, 2» — con Danilo Dolci, a cura di G. Barone e S. Mazzi, Carocci, Roma
- 2009 Lettere 1936—1968, «Epistolario di Aldo Capitini, 3» — con Guido Calogero, a cura di Th. Casadei e G. Moscati, Carocci, Roma